# بخش کوماریچسکی
بخش کوماریچسکی (به لاتین: Komarichsky District) یک منطقهٔ مسکونی در روسیه است که در استان بریانسک واقع شده‌است.